# ORC3
ORC3‏ (Origin recognition complex subunit 3) هوَ بروتين يُشَفر بواسطة جين ORC3 في الإنسان.